# Petrusa Swart
Pour les articles homonymes, voir Swart.
Petrusa Swart (née le 25 juillet 1969) est une athlète sud-africaine.

## Carrière
Petrusa Swart remporte aux Championnats d'Afrique de 1993 la médaille d'or du triple saut.